# Micrite

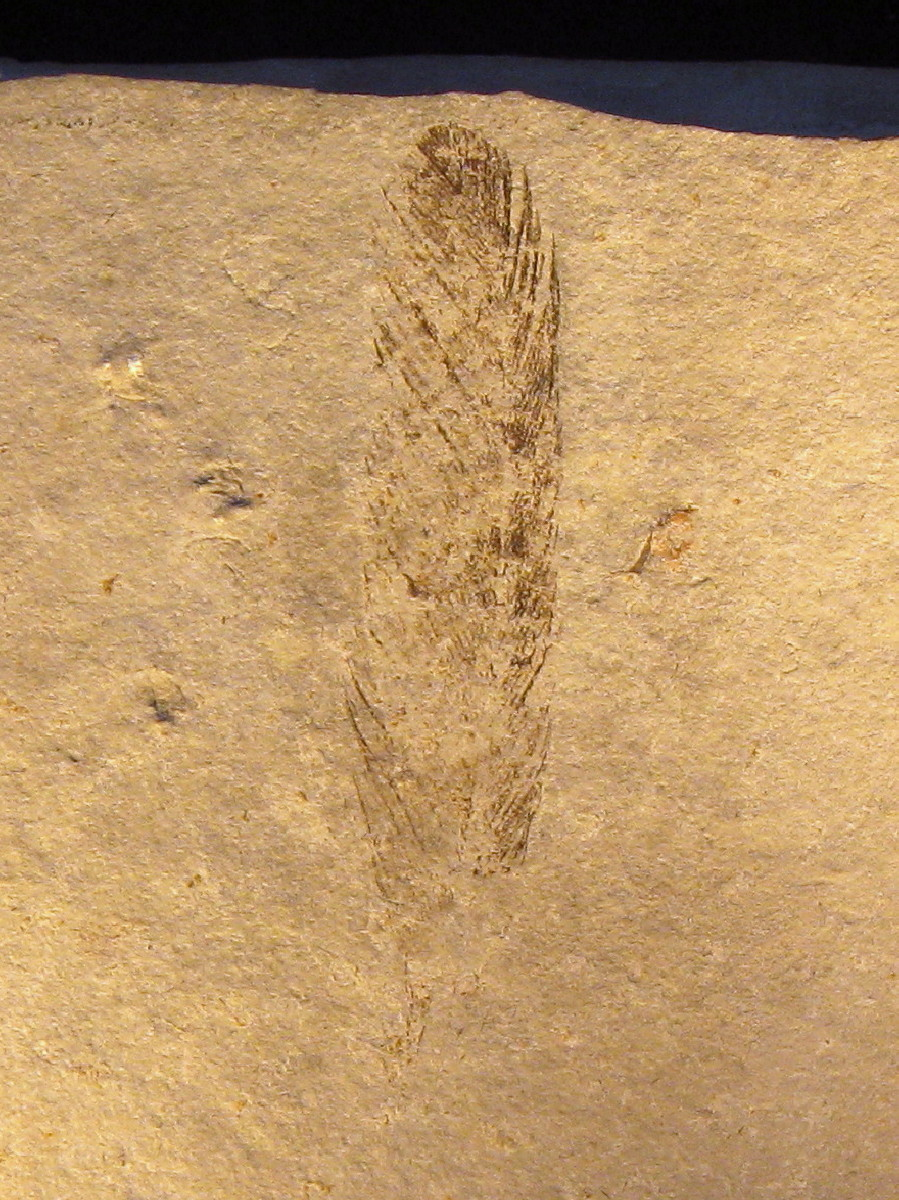
Découverte en 1860 de l'empreinte d'une plume d’Archaeopteryx dans un calcaire lithographique à pâte micritique homogène.

La micrite (terme dérivé de MICRocrystalline calcITE, imaginé par le géologue Robert Folk en 1959 pour classifier les roches carbonatées) est une boue carbonatée ou une calcite très finement cristallisée (cristaux de calcite entre 1 et 4 µm) constituant tout ou partie de certaines roches carbonatées.
Ce terme est surtout utilisé comme adjectif (micritique) ou comme suffixe (biomicrite, intramicrite, oomicrite, pelmicrite) selon la nature des grains qui la constituent, appelés allochèmes.
Elle contient parfois des micro-débris d'organismes (biomicrite), d'autres roches (intramicrite), d'ooïdes (oomicrite), de pellets (pelmicrite), de particules argileuses, des oxydes et hydroxydes, des sulfates et des sulfures.
La micrite est trop fine pour qu'on y distingue les cristaux à l'œil nu. Elle forme une pâte fine isotrope, à cassure mate, souvent esquilleuse (calcaires lithographiques ou sublithographiques des anciens auteurs). Au microscope, elle se présente comme une pâte sombre plus ou moins uniforme.